# Mini (Batterie)

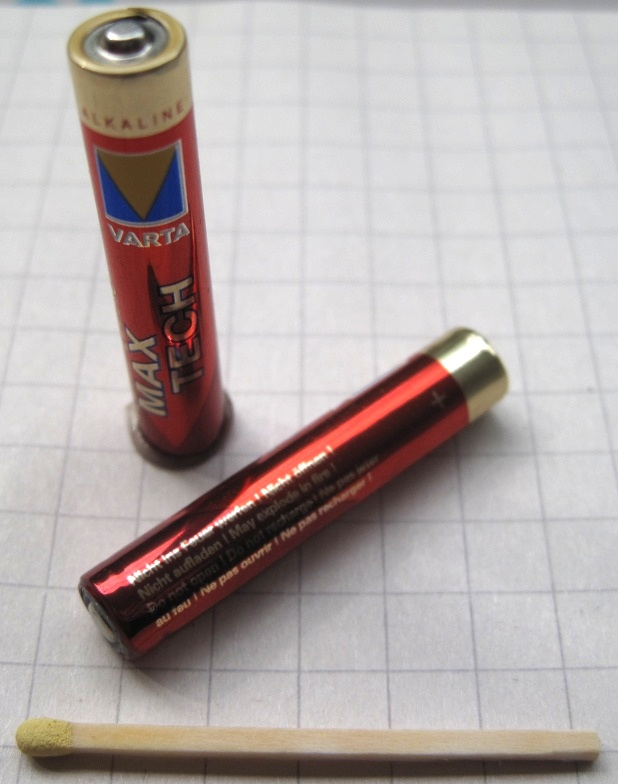
Zwei Mini Batterien

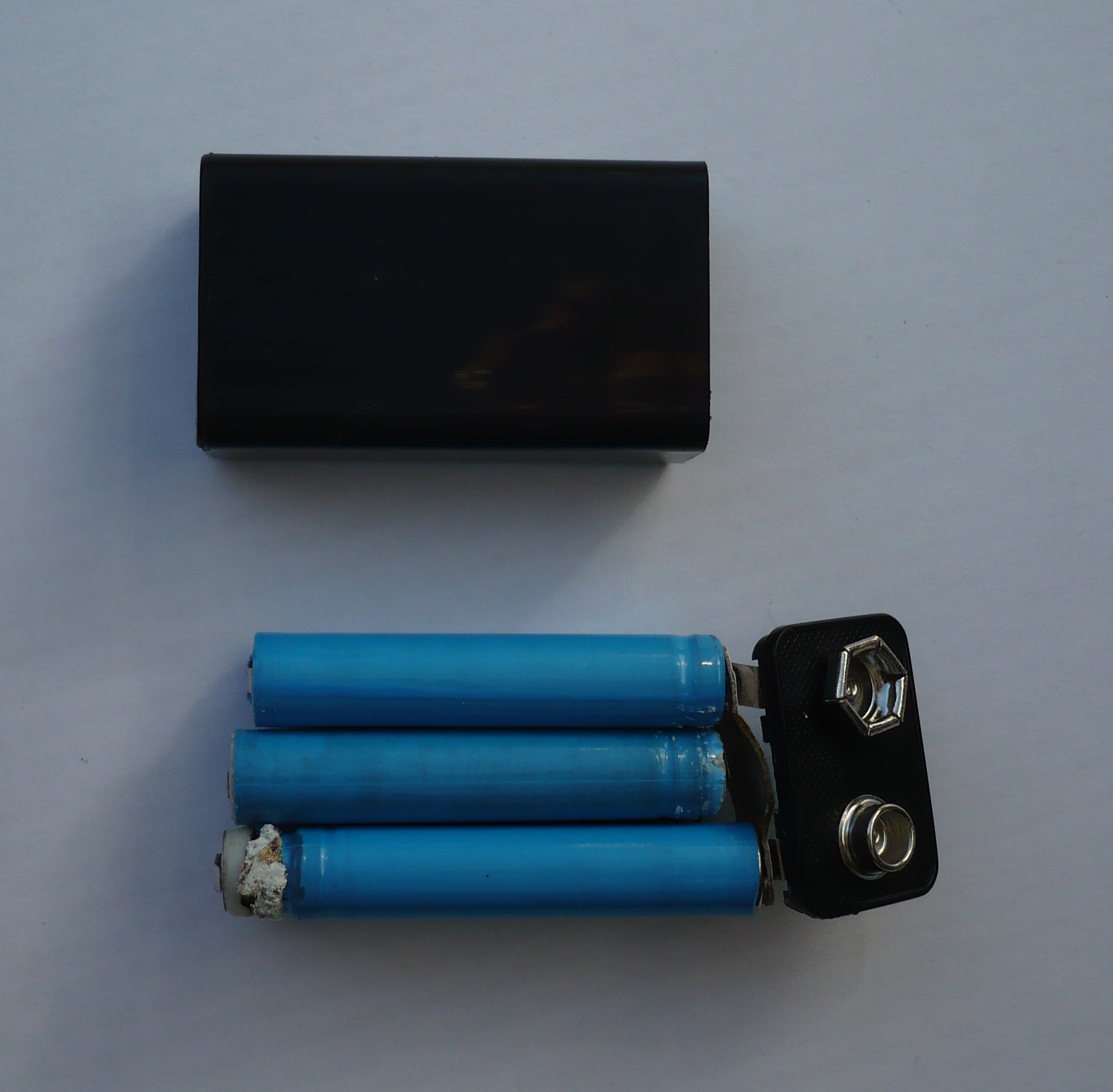
Sechs Mini Batterien in einem 9-Volt-Block

Mini ist ein Batterietyp gemäß IEC-Größe R8D425. Die inoffizielle amerikanische Bezeichnung ist AAAA. Die Spannung beträgt 1,5 Volt. Die Größe beträgt ⌀ 8,0±0,3 mm × 42,0±0,5 mm, also maximal ⌀ 8,3 mm × 42,5 mm, daher der IEC-Name R8D425 (Rund, ⌀ maximal 8,0 mm, D (steht für +0,3 mm), 425 Zehntelmillimeter maximale Höhe).
Manche 9-Volt-Block-Batterien werden u. a. durch Reihenschaltung von sechs Mini-Batterien hergestellt.
|                 | Zink-Kohle  | Alkali-Mangan          |
| --------------- | ----------- | ---------------------- |
| IEC-Bezeichnung | R8D425, R61 | LR8D425, LR61, LR80425 |
| ANSI/NEDA       | 25D         | 25A                    |
| Typ. Kapazität  | 300 mAh     | 500–600 mAh            |